# Xã Litchfield, Quận Meeker, Minnesota
Xã Litchfield (tiếng Anh: Litchfield Township) là một xã thuộc quận Meeker, tiểu bang Minnesota, Hoa Kỳ. Năm 2010, dân số của xã này là 832 người.